# يويو هاكوشو (مسلسل تلفزيوني)
يويو هاكوشو (باليابانية: 幽☆遊☆白書) هو مسلسل تلفزيوني ياباني من نوع أكشن وفانتازيا ومغامرات تم تطويره بواسطة أكيرا موري وكاتا ساكاموتو لنتفليكس. المسلسل عبارة عن تعديل حي لسلسلة المانجا 1990-1994 التي تحمل نفس الاسم من تأليف يوشيهيرو توغاشي. المسلسل من إنتاج شركة روبوت كوميونيكاشن، وبطولة تاكومي كيتامورا، وجون شيسون، وكاناتا هونغو، وشوهي أوسوجي. تم عرض المسلسل لأول مرة في 14 ديسمبر 2023، وحظي بالثناء على مشاهد الأكشن والقتال، لكنه تعرض لانتقادات بسبب تكثيف الحبكة المطلوبة لتناسب خمس حلقات.

## الحبكة
تدور القصة حول يوسوكي أوراميشي، وهو طالب منحرف في المدرسة الإعدادية يقضي أيامه في الشجار. يموت بعد أن أنقذ طفلاً في حادث سيارة، ويتم إحياؤه ليكون بمثابة محقق في الأمور الخارقة للطبيعة.

## طاقم التمثيل
- تاكومي كيتامورا في دور يوسوكي أوراميشي
- شوهي أوسوجي في دور كازوما كوابارا
- جون شيسون في دور كوراما
- هونغو كاناتا في دور هيي
- سي شيراشي في دور كيكو يوكيمورا
- كوتون فوروكاوا في دور بوتان
- آي ميكامي في دور يوكينا
- هيرويا شيميزو في دور كاراسو
- كيتا ماتشيدا في دور كوينما
- ميكو كاجي في دور جينكاي
- أيومي إيتو في دور أتسوكو أوراميشي
- كينيتشي تاكيتو في دور الشيخ توغورو
- جو أيانو بدور توغورو الأصغر
- غورو إناجاكي في دور ساكيو

## الإطلاق
قامت نتفليكس بعرض الحلقة الأولى من يويو هاكوشو لما يقدر بنحو 5000 شخص في أرياك أرينا في طوكيو باليابان في 13 ديسمبر 2023. وفقًا لزوي ليونج من هايببيست، فإن هذا جعله أكبر حدث عالمي يتم عرضه لأول مرة في خدمة البث المباشر حتى الآن. تم عرض المسلسل بأكمله المكون من خمس حلقات لأول مرة على نتفليكس في 14 ديسمبر 2023. أعلنت نتفليكس أن المسلسل احتل المرتبة الأولى في قائمتها لتصنيفات اللغات غير الإنجليزية في الأسبوع الأول من إصدارها، بإجمالي 7.7 مليون مشاهدة و32.1 مليون ساعة مشاهدة. احتل المسلسل المرتبة الأولى بين العشرة الأوائل في 76 دولة، والمرتبة الأولى في سبع منها.